# Vinculine
La vinculine est une protéine membranaire et cytosquelettique présente notamment au niveau des plaques d'adhésion focale. Comme la taline ou l'actinine, elle permet la liaison entre les intégrines et le cytosquelette d'actine. Elle est donc impliquée dans l'adhésion ainsi que la migration cellulaire. Son gène est le VCL situé sur le chromosome 10 humain.